# أرتور أوستروفسكي
أرتور أوستروفسكي (بالبولندية: Artur Ostrowski)‏ هو سياسي بولندي، ولد في 29 سبتمبر 1968 في بيوتركوف تريبونالسكي في بولندا. حزبياً، نشط في Democratic Left Alliance (Poland) ‏. وقد انتخب عضو سيم ‏.